# Croix de Saint-Clair (Izieu)
La croix de Saint-Clair est une croix monumentale érigée au sommet de la montagne de Brégnier, sur le territoire de la commune d'Izieu, dans le département de l'Ain. Située à une altitude de 549 m, non loin du musée des Enfants d'Izieu, elle domine le village de Brégnier et, au-delà, la plaine du Rhône. 

## Histoire
La croix de Saint-Clair est déjà mentionnée sur la carte de Cassini (XVIIIe siècle). Celle qui est actuellement en place porte la date de 1922. Elle constitue un objectif de randonnée.

## Description
La croix métallique prend appui sur un socle de pierres. Elle mesure environ 6 m de hauteur.